# Собор в Алба-Юлии
Собо́р в А́лба-Ю́лии, также у́ния трансильва́нских румы́н (рум. Sinodul de la Alba Iulia) — собор духовенства Православной церкви Трансильвании, проходивший в Дьюлафехерваре (в настоящее время — Алба-Юлия) в октябре 1698 года, на котором была заключена уния с Римско-католической церковью.
После поражения османских войск в битве при Вене в 1683 году значительная часть европейских территорий Османской империи отошла к Австрии, в том числе и Трансильвания. Император Австрии Леопольд I поддерживал идею унии православных румын, проживавших на территории Трансильвании со Святым Престолом. Униональный проект был основан на решениях Флорентийского собора. Экономические и политические права румынского православного населения были мотивирующими факторами для заключения унии. В 1692—1701 годах прошли переговоры, заключение и легализация унии православной церкви Трансильвании с Римско-католической церковью. Греко-католики Трансильвании были объединены в две епархии и включены в юрисдикцию латинского архиепископа Эстергома кардинала Коллонича. Император Леопольд I даровал униатам новые экономические и политические права наравне с римо-католиками. Однако эти новые права, предложенные тем, кто принял унию, фактически не были реализованы.

## Предыстория
В XVI—XVII веках православное (в основном румынское) население Трансильвании как во времена Венгерского королевства, так и под османским владычеством имело ограниченные гражданские права, а Православная церковь не имела признания со стороны государственных властей. После присоединения Трансильвании к Австрийской империи, иезуиты начали миссионерскую деятельность с целью привлечь православных румын к унии с Римом. В конце XVII века Габсбурги придерживались религиозной веротерпимости в соответствии с представлениями того времени, однако римо-католики, безусловно, находились в более привилегированном положении. В августе 1692 года император Леопольд I подписал указ (диплом) о равноправии униатов и латинских 
католиков в венгерских комитатах. Обещание распространить действие данного указа на православных Трансильвании, позволило кардиналу Коллоничу и иезуитам начать переговоры об унии с главой православной епархии Трансильвании епископом Феофилом.
В ходе Реформации среди венгерского населения Трансильвании широкое распространение получил кальвинизм. Инициаторы объединения православных с Римом надеялись на слияние малочисленной, но государственной латинской церкви с многочисленной, но бесправной православной для противостояния протестантам. В феврале 1697 года епископ Феофил выступил на соборе православного духовенства с речью о готовности к заключению унии с Римом. Приняв идею об унии, собор обозначил четыре условия: условия унии, изложенные Флорентийским собором должны быть приняты, всему духовенству должны быть дарованы равные с католиками права, миряне-униаты должны иметь доступ ко всем должностям, румынскому архиепископу должны предоставляться необходимые средства.

## Подготовка и заключение унии

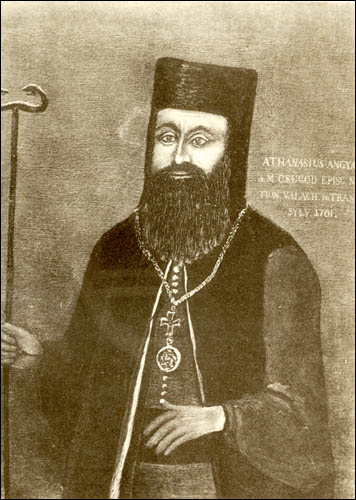
Первый униатский епископ Трансильвании (1698—1713) Афанасий Ангел

В июле 1697 года Феофил умер, его преемником стал выпускник кальвинистской школы Афанасий, который по традиции направился к митрополиту Валахии, для рукоположения в епископы. В Валахии Афанасий также встречался с прибывшем туда иерусалимским патриархом Досифеем II, который дал Афанасию негативную оценку. Тем не менее Досифей выдал Афасанию рекомендации по противостоянию кальвинистам и защите православной церкви. 22 января 1698 года в Бухаресте Афанасий был рукоположен в епископы и вернулся в Трансильванию, начав подготовку к унии с Католической церковью на условиях, принятых собором в феврале 1697 года.
В октябре 1698 года собор, созванный Афанасием Ангелом в Дьюлафехерваре (Алба-Юлии) на котором присутствовало 38 протопопов, поддержал унию православной церкви в Трансильвании с Римско-католической церковью. В 1700 году епископ Афанасий Ангел и 54 протоиерея подписали акт об унии. 19 марта 1701 года указом (дипломом) императора Леопольда I уния была легализована. При заключении унии, принципы соединения, изложенные во Флорентийской унии были фактически отвергнуты из-за позиции кардинала Коллонича. Он поставил под сомнение экклезиологический статус вступающих в унию, настоял на признании румынской церковью Тридентского Символа веры и обязал румын иметь богослова-иезуита для контроля над теологической сферой в среде униатов. Католическая сторона поставила под сомнение законность рукоположения Афанасия и он был заново посвящён католическими епископами в Вене.

## Последствия
Первоначальные переговоры об унии на основе положений Флорентийского собора не были фактически реализованы. Привести всех православных румын к единству с Римом не удалось, поскольку некоторые приходы, узнав о рукоположении Афанасия во второй раз, отказались от унии. Помимо богословских причин значительную роль сыграли социально-политические причины. На переговорах об унии иезуиты обещали всем членам униатской церкви равные политические и экономические права. Светские власти не желали даровать румынскому большинству в Трансильвании равные права наряду с немцами и венграми. Таким образом изначальная концепция унии, основанная на принципах Флорентийского собора значительно изменилась из-за экклезиологических взглядов кардинала Коллонича и социально-политических причин.
Император Леопольд I даровал униатам новые экономические и политические права наравне с римо-католиками. Однако эти новые права, предложенные тем, кто принял унию, фактически не были реализованы. Уния вызвала противодействие части клира и широких слоёв православных верующих, а с 1740-х годов начался процесс возвращения части униатов к православию.